# 16-та паралель південної широти
16-та паралель південної широти — лінія широти, що лежить на 16 градусів південніше земної екваторіальної площини. Вона проходить через Атлантичний океан, Африку, Індійський океан, Австралазію, Тихий океан та Південну Америку.
Через паралель проходить частина кордону між Мозамбіком та Зімбабве.

## Список географічних об'єктів, що перетинає 16° пд. ш.
Починаючи з Гринвіцького меридіану та рухаючись на схід, 16-та паралель південної широти проходить через:
| Координати                                                   | Країна, територія або море                          | Примітки |
| ------------------------------------------------------------ | --------------------------------------------------- | --- |
| 16°0′ пд. ш. 0°0′ сх. д. / 16.000° пд. ш. 0.000° сх. д.      | Атлантичний океан                                   | |
| 16°0′ пд. ш. 11°48′ сх. д. / 16.000° пд. ш. 11.800° сх. д.   | Ангола                                              | |
| 16°0′ пд. ш. 22°0′ сх. д. / 16.000° пд. ш. 22.000° сх. д.    | Замбія                                              | |
| 16°0′ пд. ш. 28°53′ сх. д. / 16.000° пд. ш. 28.883° сх. д.   | Зімбабве                                            | |
| 16°0′ пд. ш. 30°25′ сх. д. / 16.000° пд. ш. 30.417° сх. д.   | Становить кордон між Мозамбіком та Зімбабве         | |
| 16°0′ пд. ш. 30°55′ сх. д. / 16.000° пд. ш. 30.917° сх. д.   | Мозамбік                                            | Приблизно на 20 км |
| 16°0′ пд. ш. 31°6′ сх. д. / 16.000° пд. ш. 31.100° сх. д.    | Зімбабве                                            | Приблизно на 9 км |
| 16°0′ пд. ш. 31°11′ сх. д. / 16.000° пд. ш. 31.183° сх. д.   | Мозамбік                                            | |
| 16°0′ пд. ш. 34°22′ сх. д. / 16.000° пд. ш. 34.367° сх. д.   | Малаві                                              | |
| 16°0′ пд. ш. 35°49′ сх. д. / 16.000° пд. ш. 35.817° сх. д.   | Мозамбік                                            | |
| 16°0′ пд. ш. 40°7′ сх. д. / 16.000° пд. ш. 40.117° сх. д.    | Мозамбіцька протока                                 | |
| 16°0′ пд. ш. 45°9′ сх. д. / 16.000° пд. ш. 45.150° сх. д.    | Мадагаскар                                          | Проходить через острів Мадагаскар |
| 16°0′ пд. ш. 49°41′ сх. д. / 16.000° пд. ш. 49.683° сх. д.   | Індійський океан                                    | Проходить південніше острова Тромлен, Французькі Південні і Антарктичні Території Проходить північніше острова Альбатрос[en], Маврикій |
| 16°0′ пд. ш. 124°29′ сх. д. / 16.000° пд. ш. 124.483° сх. д. | Австралія                                           | Західна Австралія Північна Територія |
| 16°0′ пд. ш. 137°12′ сх. д. / 16.000° пд. ш. 137.200° сх. д. | Затока Карпентарія                                  | |
| 16°0′ пд. ш. 141°24′ сх. д. / 16.000° пд. ш. 141.400° сх. д. | Австралія                                           | Квінсленд |
| 16°0′ пд. ш. 145°26′ сх. д. / 16.000° пд. ш. 145.433° сх. д. | Коралове море                                       | Проходить повз острови Коралового моря, Австралія |
| 16°0′ пд. ш. 167°11′ сх. д. / 16.000° пд. ш. 167.183° сх. д. | Вануату                                             | Проходить через острів Малекула |
| 16°0′ пд. ш. 167°23′ сх. д. / 16.000° пд. ш. 167.383° сх. д. | Коралове море                                       | |
| 16°0′ пд. ш. 168°14′ сх. д. / 16.000° пд. ш. 168.233° сх. д. | Вануату                                             | Проходить через острів Пентекост |
| 16°0′ пд. ш. 167°23′ сх. д. / 16.000° пд. ш. 167.383° сх. д. | Тихий океан                                         | Проходить північніше острова Вануа-Леву, Фіджі Проходить північніше острова Келелеву[en], Фіджі Проходить південніше острова Ніуатопутапу, Тонга Проходить південніше атола Моту-Оне, Французька Полінезія Проходить північніше атола Келелеву[en], Французька Полінезія Проходить південніше острова Макатеа[en], Французька Полінезія Проходить південніше атола Каукура[en], Французька Полінезія Проходить північніше атола Ніау[en], Французька Полінезія |
| 16°0′ пд. ш. 145°58′ зх. д. / 16.000° пд. ш. 145.967° зх. д. | Французька Полінезія                                | Проходить через атол Тоау |
| 16°0′ пд. ш. 145°53′ зх. д. / 16.000° пд. ш. 145.883° зх. д. | Тихий океан                                         | Проходить північніше атола Факарава[en], Французька Полінезія Проходить південніше атола Кауехі[en], Французька Полінезія Проходить північніше атола Рарака[en], Французька Полінезія |
| 16°0′ пд. ш. 142°26′ зх. д. / 16.000° пд. ш. 142.433° зх. д. | Французька Полінезія                                | Проходить через атол Рароя |
| 16°0′ пд. ш. 142°19′ зх. д. / 16.000° пд. ш. 142.317° зх. д. | Тихий океан                                         | Проходить південніше атола Такуме[en], Французька Полінезія Проходить південніше атола Фангатау[en], Французька Полінезія |
| 16°0′ пд. ш. 140°10′ зх. д. / 16.000° пд. ш. 140.167° зх. д. | Французька Полінезія                                | Проходить через атол Факахіна[en] |
| 16°0′ пд. ш. 140°6′ зх. д. / 16.000° пд. ш. 140.100° зх. д.  | Тихий океан                                         | |
| 16°0′ пд. ш. 74°2′ зх. д. / 16.000° пд. ш. 74.033° зх. д.    | Перу                                                | Проходить через озеро Тітікака |
| 16°0′ пд. ш. 69°17′ зх. д. / 16.000° пд. ш. 69.283° зх. д.   | Болівія                                             | |
| 16°0′ пд. ш. 60°11′ зх. д. / 16.000° пд. ш. 60.183° зх. д.   | Бразилія                                            | Мату-Гросу Гояс Федеральний округ — проходить південніше Бразиліа Гояс — приблизно на 18 км Мінас-Жерайс Баїя |
| 16°0′ пд. ш. 38°55′ зх. д. / 16.000° пд. ш. 38.917° зх. д.   | Атлантичний океан                                   | |
| 16°0′ пд. ш. 5°46′ зх. д. / 16.000° пд. ш. 5.767° зх. д.     | Острови Святої Єлени, Вознесіння і Тристан-да-Кунья | Проходить через острів Святої Єлени |
| 16°0′ пд. ш. 5°42′ зх. д. / 16.000° пд. ш. 5.700° зх. д.     | Атлантичний океан                                   | |